# 三條實起
三條實起（日语：〔〕／ Sanjou Saneoki，1756年12月5日—1823年10月10日），是江戶時代中後期的公卿；也是藤原北家清華家的三條家當主。

## 生涯
三條實起在寶曆六年（1756年）出生，是父母三條季晴及井伊氏（井伊直定女）的次子。寶曆七年（1757年）敘從五位上，後在明和三年（1764年）昇敘從三位，位列公卿。
經任侍從、左近衛中將、踏歌節會外弁、權中納言和權大納言後，在寬政八年（1796年）短暫擔任內大臣，後轉任右大臣，文化十一年（1814年）辭職，到文政六年（1823年）逝世，享年68歲。
| 王位覬覦者        | 王位覬覦者                               | 王位覬覦者        |
| ----------------- | ---------------------------------------- | ----------------- |
| 前任： 三條季晴   | 三條家當主 1782年1月11日－1823年10月10日 | 繼任： 三條公修   |
| 官衔              |                                          |                   |
| 前任： 一條忠良   | 內大臣 1797年1月19日－1797年4月23日      | 繼任： 二條齊通   |
| 前任： 一條忠良   | 右大臣 1814年5月21日－1814年11月9日      | 繼任： 近衛基前   |
| 军职              |                                          |                   |
| 前任： 西園寺賞季 | 右大將 1792年2月27日－1797年4月23日      | 繼任： 德大寺實祖 |